# Matthew Schmidt
Matthew „Matt“ Schmidt (geboren am 14. Dezember 1974 in Huntington, New York) ist ein US-amerikanischer Filmeditor und Filmproduzent.

## Karriere
Als Enkel des zweifach Oscar nominierten Filmeditors und Filmproduzenten Arthur P. Schmidt († 22. Juli 1965), sowie als Neffe des zweifachen Oscar Preisträgers und Filmeditors Arthur Schmidt, begann Schmidts Arbeit in Hollywood Ende der 90er Jahre. Seine erste Mitwirkung im Filmgeschäft war im 1997 erschienenem Film Contact als Redaktionsassistent. Besonders bekannt ist Schmidt durch seine Mitarbeit an diversen Filmen des Marvel Cinematic Universe, wie beispielsweise The Return of the First Avenger, The First Avenger: Civil War, Avengers: Infinity War, Avengers: Endgame zusammen mit Jeffrey Ford, sowie den aktuellsten Film des Franchises Thor: Love and Thunder zusammen mit Peter S. Elliot, Tim Roche und Jennifer Vecchiarello.
Schmidts Zusammenarbeit mit seinem langjährigen Partner Jeffrey Ford begann mit dem 2012 erschienenen Film Marvel’s The Avengers. Für diesen war er zunächst als Schnittassistent tätig. Dies änderte sich jedoch seit ihrem gemeinsamen MCU Projekt „Captain America: The Winter Soldier“, in dem sich Schmidt zum ersten Mal den Titel des Haupt-Filmeditors mit Ford teilte.
Das Editoren-Duo schnitt die Filme Avengers: Infinity War und Avengers: Endgame direkt hintereinander, was ein Vorhaben war, das zwei Jahre beanspruchte. Hierbei wurden teils Abschnitte der Filme bearbeitet, während die Dreharbeiten an diesen noch andauerten. Das Rohmaterial beider Filme umfasste mehr als 900 Stunden, was den Bearbeitungsprozess zu einem gewaltigen und anspruchsvollen Unterfangen machte. Beide Filme zählen bis heute zu den finanziell erfolgreichsten Hollywood-Filmen aller Zeiten.
Neben seinen Tätigkeiten im klassischen Filmschnitt übernahm Matthew Schmidt im Laufe seiner Karriere auch noch andere Rollen im Filmgeschäft. So wirkte er im Film „Drone – Tödliche Mission“ (2017), sowie im Dokumentarfilm „The Arrow of Time“ (2017) als Filmproduzent mit.

## Filmografie (Auswahl)
| Jahr | Titel                                             | Regie                 | Rolle                  |
| ---- | ------------------------------------------------- | --------------------- | ---------------------- |
| 2002 | Collateral Damage – Zeit der Vergeltung           | Andrew Davis          | First Assistant Editor |
| 2004 | I, Robot                                          | Alex Proyas           | First Assistant Editor |
| 2003 | Daredevil                                         | Mark Steven Johnson   | First Assistant Editor |
| 2006 | Jede Sekunde zählt – The Guardian                 | Andrew Davis          | First Assistant Editor |
| 2007 | Halloween                                         | Rob Zombie            | Assistant Editor       |
| 2008 | Defiance – Für meine Brüder, die niemals aufgaben | Edward Zwick          | First Assistant Editor |
| 2011 | Hop – Osterhase oder Superstar                    | Tim Hill              | First Assistant Editor |
| 2012 | Marvel’s The Avengers                             | Joss Whedon           | Assistant Editor       |
| 2014 | Captain America: The Winter Soldier               | Anthony und Joe Russo | Editor                 |
| 2015 | Avengers: Age of Ultron                           | Joss Whedon           | Associate Editor       |
| 2016 | The First Avenger: Civil War                      | Anthony und Joe Russo | Editor                 |
| 2018 | Avengers: Infinity War                            | Anthony und Joe Russo | Editor                 |
| 2019 | Avengers: Endgame                                 | Anthony und Joe Russo | Editor                 |
| 2021 | Black Widow                                       | Cate Shortland        | Editor                 |
| 2022 | Thor: Love and Thunder                            | Taika Waititi         | Editor                 |
| 2025 | Captain America: Brave New World                  | Julius Onah           | Editor                 |
| 2025 | The Old Guard 2                                   | Victoria Mahoney      | Editor                 |

| Jahr | Titel            | Regie        | Rolle                 |
| ---- | ---------------- | ------------ | --------------------- |
| 2010 | Wolfman          | Joe Johnston | Visual Effects Editor |
| 2017 | Fast & Furious 8 | F. Gary Gray | Previz Editor         |

| Jahr | Titel                    | Regie                  | Rolle        |
| ---- | ------------------------ | ---------------------- | ------------ |
| 2017 | Drone – Tödliche Mission | Jason Bourque          | Co-Produzent |
| 2017 | The Arrow of Time        | Leila Conners Petersen | Produzent    |

## Auszeichnungen und Nominierungen
Auszeichnungen:
- Saturn Awards (2019): Ausgezeichnet in der Kategorie „Bester Schnitt“ (Avengers: Endgame) – geteilt mit Jeffrey Ford

Nominierungen:
- Saturn Awards (2017): Nominiert in der Kategorie „Bester Schnitt“ (The First Avenger: Civil War) – geteilt mit Jeffrey Ford
- Saturn Awards (2015): Nominiert in der Kategorie „Bester Schnitt“ (The Return of the First Avenger) – geteilt mit Jeffrey Ford
- HPA Awards (2014): Nominiert in der Kategorie „Bester Schnitt“ (The Return of the First Avenger) – geteilt mit Jeffrey Ford